# Théodore de Contamine
Pour les articles homonymes, voir Contamine.
Théodore de Contamine, né le 4 mai 1773 à Givet (Ardennes), mort le 30 novembre 1852 à Neuilly-sur-Seine (Seine), est un général français de la Révolution et de l’Empire.
Il est le frère de Gédéon de Contamine (1764-1832), militaire et industriel français.

## États de service

### Au service desProvinces-Unies
Il commence sa carrière le 1er décembre 1788, au service des Provinces-Unies, en qualité d’enseigne dans un régiment Allemand de Wurtemberg, et il est envoyé en septembre 1789, au Cap de Bonne-Espérance. Il devient lieutenant en septembre 1791, et le 31 juillet 1792, il reçoit son brevet de capitaine d’infanterie dans l’armée des Indes Néerlandaises. En juillet 1794, il passe capitaine du génie au service de la République batave, et il est fait prisonnier le 20 juillet 1796, lors de la capitulation de Ceylan.
Libéré le 27 mars 1802, il fait en novembre la campagne de mer comme major général de l’armée expéditionnaire commandée par le général Lauriston pour reprendre le rocher du Diamant, il reçoit ses épaulettes de colonel en avril 1804 dans l'armée qui regroupe Espagnols, Bataves et Français. En septembre 1804 il est adjudant-général sur le navire « Bucentaure, où il est blessé et fait prisonnier le 21 octobre 1805, lors de la bataille de Trafalgar. Remis en liberté le 30 novembre 1805, il passe au service de la France le 25 décembre 1805, avec le grade d’adjudant-commandant.

### Au service de la France
Le 25 février 1809, il est envoyé à l’armée d’Italie, et il est blessé le 14 juin 1809, à la Bataille de Raab. Il est fait chevalier de l’Empire le 15 août 1809, et le 3 septembre suivant, il rejoint le 4e corps de la Grande Armée, comme chef d’état-major.
Le 25 juillet 1810, il devient chef d’état-major du général Molitor dans les villes hanséatiques, et le 1er janvier 1811, il occupe les mêmes fonctions dans la 17e division militaire à Amsterdam. 
Le 23 janvier 1813, il est chef d’état-major de la 1re division d’infanterie du corps d’observation du Rhin, puis le 12 mars suivant dans la 8e division du 3e corps. Il est fait chevalier de la Légion d’honneur le 14 avril 1813. Il est blessé le 2 mai 1813, à la bataille de Lützen, ainsi que le 18 octobre à celle de Leipzig. Le 21 novembre 1813, il est chef d’état-major de la 5e division du 5e corps de cavalerie.
Lors de la campagne de France, il passe toujours avec la même fonction dans la 4e division du 5e corps de cavalerie, et il est fait officier de la Légion d’honneur le 13 janvier 1814. Il est mis en non activité le 1er mai 1814.

### La Restauration
Lors de la première restauration, le roi Louis XVIII le fait chevalier de Saint-Louis le 17 janvier 1815, et l’élève au grade de maréchal de camp le 8 février 1815.
Il est confirmé général de brigade pendant les Cent-Jours le 18 juin 1815, et il participe à la défense de Paris.
En 1816, il est nommé inspecteur général d’infanterie, puis il est créé vicomte par ordonnance royale du 16 septembre 1821. Admis dans le cadre de l’état-major général, il est mis à la retraite le 1er juin 1835.
Il meurt le 30 novembre 1852, à Neuilly-sur-Seine.

## Dotation
- Le 15 août 1809, donataire d’une rente de 2 000 francs sur les biens réservés à Erfurt.

## Armoiries
| Armoiries | Nom du chevalier et blasonnement |
| --------- | --- |
|           | Chevalier Théodore de Contamine et de l'Empire, décret du 15 août 1809, lettres patentes du 17 mars 1811. Parti de gueules et d'azur : le gueules à la croix fleuronnée d'argent ; l'azur à la fasce d'argent chargée d'une étoile de gueules, traversée en pal d'une épée haute d'argent : enté en pointe au tiers de l'écu de gueules chargé des chevaliers non légionnaires - Livrées : les couleurs de l'écu. |

## Sources
- (en) « Generals Who Served in the French Army during the Period 1789 - 1814: Eberle to Exelmans ».
- Thierry Pouliquen, « Les généraux français et étrangers ayant servis [sic] dans la Grande Armée » (consulté le 28 juillet 2015).
- « La noblesse d’Empire » (consulté le 28 juillet 2015).
- « Cote LH/583/20 », base Léonore, ministère français de la Culture.
- R.Wauthier, Notice sur la famille de Contamie de Givet, in Almanach-Annuaire historique, administratif et commercial de la Marne, de L'Aisne et des Ardennes, Matot-Braine, 1912, p. 206.
- Théodore de Contamine  sur roglo.eu
- (pl) « Napoléon.org.pl »
- Encyclopédie des gens du monde, répertoire universel des sciences, des lettres et des arts, avec des notices sur les principales familles historiques, tome 6, Paris, librairie de Treuttel et Wurtz, 1836, 551 p. (lire en ligne), p. 429.
- Vicomte Révérend, Armorial du premier empire, tome 1, Honoré Champion, libraire, Paris, 1897, p. 243.